# La Casa Amarilla
La Casa Amarilla es una antigua casa de campo de dos pisos, situada en el término municipal de Puerto de la Cruz, isla de Tenerife (Canarias, España), que fue sede del primer centro de estudios primatológicos de la historia, al haber acogido entre los años 1913 y 1918 la Estación de Antropoides de Tenerife, promovida por la Academia Prusiana de Ciencias de Berlín y dirigida principalmente por el célebre psicólogo alemán Wolfgang Köhler, uno de los principales teóricos de la psicología de la Gestalt. En esta casa se redactarían además la serie de informes que ayudarían a componer el futuro texto de Köhler, The Mentality of Apes (La Inteligencia de los Chimpancés), de amplia influencia en la psicología, la filosofía, la antropología, la primatología y la etología del siglo XX.
Desde mayo de 2005, ostenta la condición de Bien de Interés Cultural, con categoría de Sitio Histórico, por Decreto del Gobierno de Canarias.
En la actualidad este edificio se encuentra en grave peligro de desaparición.

## Historia

### Inicios

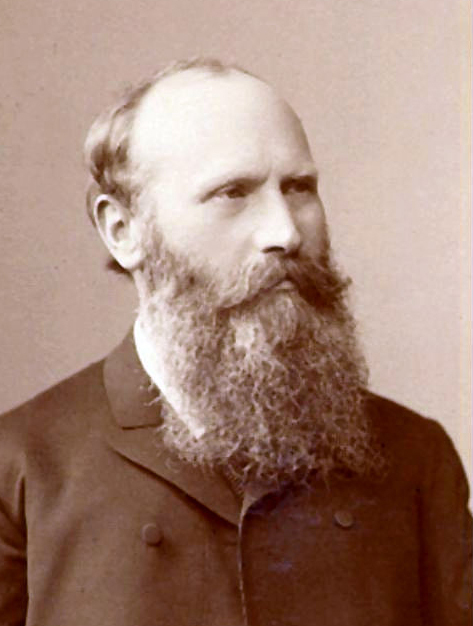
Wilhelm von Waldeyer-Hartz, 1891.

En 1905, el banquero Albert Samson acuerda junto con el secretario de la Sección de Física de la Academia Prusiana de Ciencias de Berlín, Wilhelm Waldeyer, la creación de la "Albert Samson - Stiftung" (Fundación Albert Samson), tomando como heredero universal a la propia Academia de Ciencias. El objetivo de dicha fundación sería la de examinar los principios biológicos y naturales de la moral en el individuo y las sociedades a través de investigaciones antropológicas, etnológicas o geológicas, así como el estudio de la protohistoria e historia de la moral y ética humanas. El secretario de la Academia y director del Instituto Anatómico de la Universidad de Berlín, Wilhelm Waldeyer, es nombrado presidente de la Fundación, encargándose junto con el pionero de la psicología experimental Carl Stumpf de la selección de proyectos para el Consejo. El célebre físico Max Planck ejercería como sustituto del secretario de la sección de matemáticas y físicas para esta misma institución durante un tiempo.

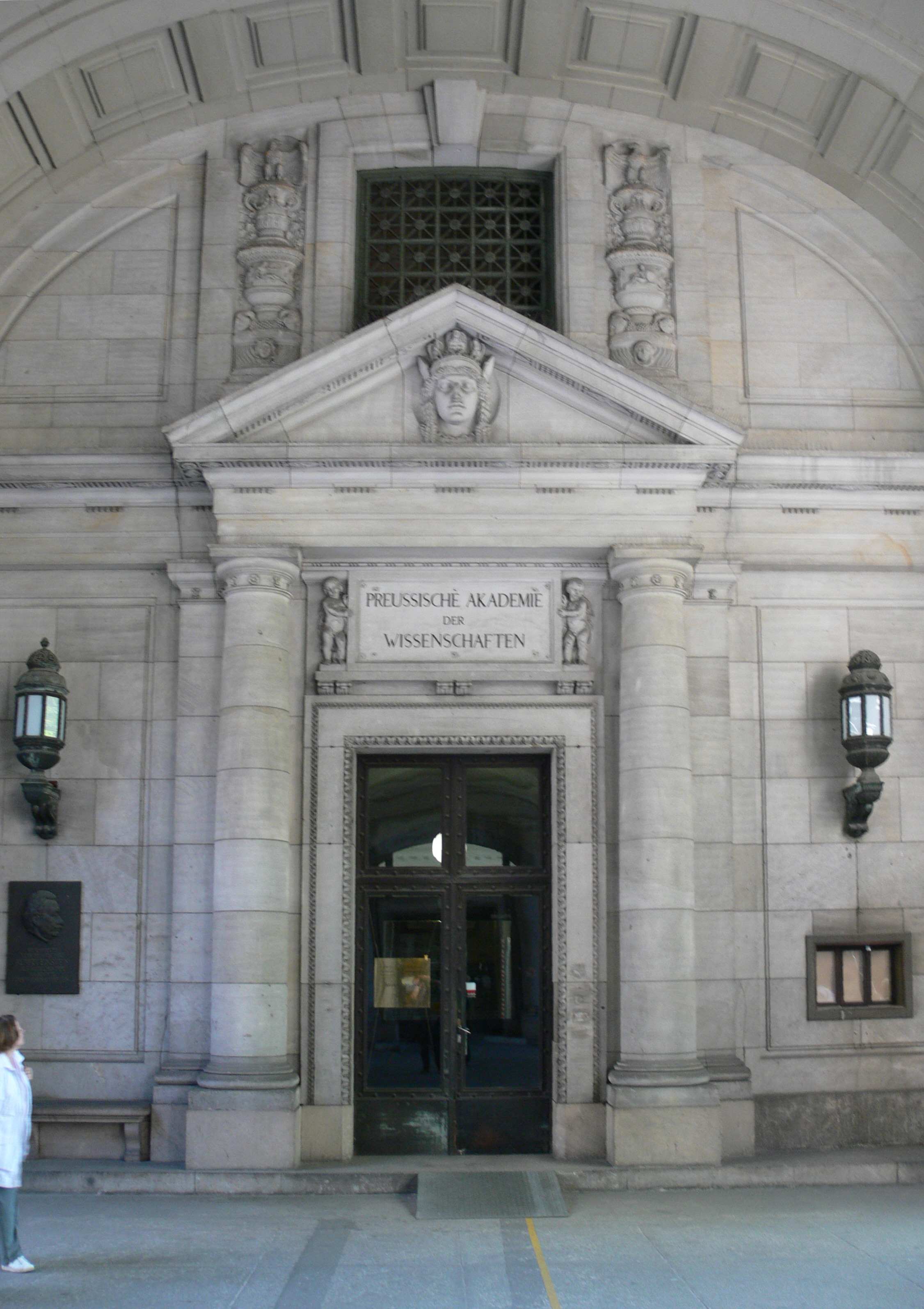
Antigua Academia Prusiana de Ciencias en Unter Den Linden, 8.

La iniciativa para la creación de una estación de estudios sobre fisiología y comportamiento natural en monos antropoides surgiría principalmente del neuroanatomista y fisiólogo alemán Max Rothmann, privatdozent en La Universidad de Berlín y profesor de La Escuela de Medicina Animal. Rothmann había realizado con anterioridad estudios sobre lesiones experimentales en el cerebro de los chimpancés, mientras que Waldeyer lo haría sobre el cerebro y sistema nervioso de homínidos como el gorila. Rápidamente, la Fudanción Albert Samson crearía una Comisión para el inicio y mantenimiento de la nueva Estación de Antropoides, en la que participarían Waldeyer, Rothmann y Stumpf, entre otros. Para Rothmann, el parentesco evolutivo entre simios antropoides y seres humanos, fundamentado en el hallazgo de fósiles homínidos, análisis comparativos de sangre y similitud estructural de los cerebros, suponía motivo suficiente para iniciar investigaciones "sobre la evolución de las funciones cerebrales humanas y los primeros comienzos de las psiquis humana". En aquella época, los estudios sobre las características psíquicas de los antropoides eran muy deficientes, basándose en informes de militares o aventureros, o bien de animales confinados en jardines zoológicos, y solo ocasionalmente en trabajos metódicos. Durante su participación en el 84.º Congreso de Naturalistas y Médicos alemanes en Müster (Munich), Rothmann propondría " ...la construcción de una Estación para investigaciones psicológicas y fisiológicas cerebrales de antropoides" en alguna zona de clima semejante al país de los monos. “Un lugar... al que pueda llegarse desde Europa en poco tiempo, pero sin alejar demasiado a los antropoides de la zona subtropical llevándolos demasiado al Norte". Finalmente, la propuesta de Rothmann obtendría una amplia aceptación en el ámbito científico alemán.
Posteriormente, el proyecto para la Estación de Antropoides lograría el apoyo de la Fundación Emil Selenka, entidad designada en honor al zoólogo y anatomista alemán Emil Selenka. La viuda de Emil, Margaret Leonore Selenka (1860-1022), benefactora y administradora de la Fundación, intervendría por su parte en el inicio y mantenimiento del proyecto gracias a sus buenos contactos internacionales, financiando los viajes y experimentos de Rothmann. La Fundación Plaut apoyaría asimismo este proyecto.

#### Establecimiento de la Estación

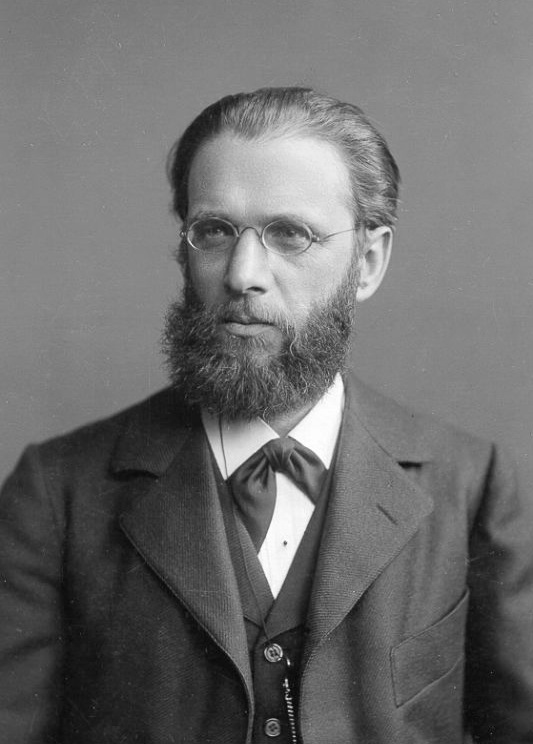
Carl Stumpf.

Como ubicación para la estación experimental de primates, Tenerife ofrecía importantes ventajas respecto a otros destinos, tales como el clima, la cercanía a Europa o la facilidad para la provisión de animales; “Se espera que los gorilas y chimpancés lleguen a través de la ruta de Camerún (colonia alemana), y los orangutanes a través de la ruta de Tánger". En la primavera de 1912, Rothmann visitaría la isla para determinar el emplazamiento exacto de la Estación de Antropoides; el Valle de La Orotava sería para el fisiólogo alemán la región más indicada en vistas a sus condiciones climáticas. En julio de este mismo año, un joven chimpancé macho (Kónsul) es trasladado desde el sur de Nigeria e instalado en el Hotel Taoro. En septiembre les acompañarían siete chimpancés más (seis de los siete son: las hembras Tschego, Grande, Tercera, Rana y Chica; y el macho Sultán) capturados en Ebolova y Jaundé – Camerún – por el gobierno colonial germano. La pionera Estación de Antropoides de Tenerife estaría proyectada originalmente en unos terrenos cercanos al Hotel Taoro, para lo cual el arquitecto berlinés Erich Levy habría realizado un diseño de madera; este proyecto sin embargo no convencería a Christian H. Trenkel, director del Hotel Martiánez, quien sugiere la realización de un contrato de alquiler en alguna casa en las afueras del Puerto de la Cruz.
Para la dirección de la Estación en Tenerife, Max Rothmann propondría al joven de origen canadiense Eugen Teuber, siendo designado como tal por Wilhelm Waldeyer. Teuber es especialista en lenguaje y discípulo de Wilhelm Wundt, y aunque no tiene experiencia anterior con animales, habla francés y español fluídamente. En un principio, el psicólogo y biólogo comparativo alemán Oskar Pfungst, famoso por su participación en el caso del caballo inteligente Clever Hans, habría sido planteado como primer director de la Estación, recayendo finalmente esta función en el joven Teuber. Por su parte, Stumpf propondría como director al Doctor en Filosofía y privatdozen de La Universidad de Frankfurt del Main, Wolfgang Köhler. Esta propuesta sería finalmente adoptada tras la marcha de Teuber a finales de 1913.

#### Alquiler de la Casa Amarilla

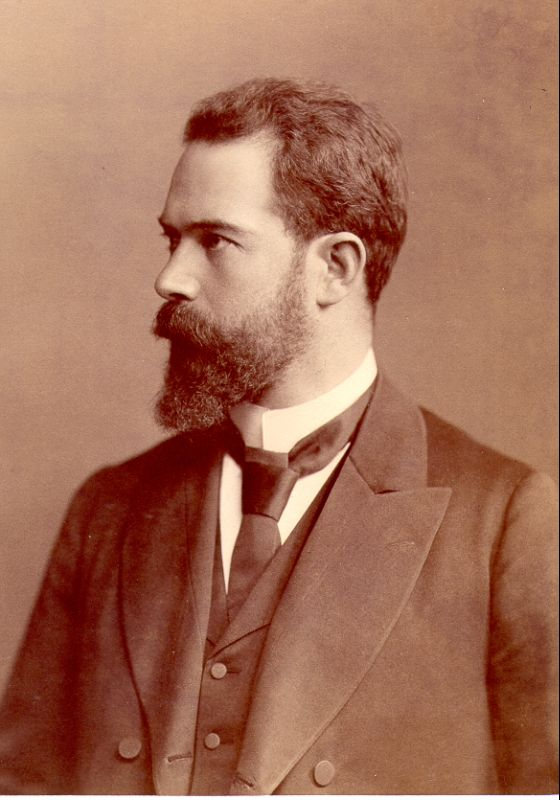
Max Rothmann, 1890.

El 5 de enero de 1913, uno de los chimpancés que había llegado enfermo desde África fallece en Tenerife. Bajo la dirección de Waldeyer, y con la ayuda del botánico y zoólogo alemán Richard Hertwig, el Dr. Jorge V. Pérez Ventoso prepara al chimpancé en alcohol-formol. El cuerpo es enviado al Instituto Anatómico de Berlín, donde es examinado en febrero del mismo año. El anatomista alemán Hans Virchow realiza un estudio sobre su musculatura facial. Jorge V. Pérez Ventoso, por su parte, realiza una inspección médica sobre los animales. El 19 de febrero, Eugen Teuber alquila al por entonces alcalde del Puerto de la Cruz Melchor Luz y Lima una vivienda en la zona de La Costa, “con 4 habitaciones, cocina y jardín, y con un terreno de 2.000 metros cuadrados. La casa se encuentra al Este, a media hora de camino del centro de la ciudad; pertenece al barrio de La Paz y se ubica en mitad de una plantación de plátanos. El contrato es por siete años, pagando 1.140 marcos al año con derecho al agua y a usar el teléfono” Se trata de la Casa Amarilla, en donde Eugen Teuber residirá con su esposa Rosa Teuber y establecerá la Estación. En marzo, el jardinero orotavense Manuel González y García, posteriormente conocido como Manuel "el de los Machangos", es contratado como guardián y cuidador de los chimpancés. Manuel González y García se encargará de la alimentación, limpieza y cuidado de los animales, y aunque no sabe leer y ni escribir, es una persona responsable y con habilidad artesanal.
La descripción de la Estación es la siguiente: “Una pequeña casa y jardín es suficiente para el director de la Estación y su familia; inmediatamente cerca de ésta, un campo de juego, en medio de un terreno cubierto con una red de alambre, es extendida en todas las direcciones desde un poste de 5 metros de alto. Así los animales tienen el sentimiento completo de libertad, aunque ellos no pueden escapar. En el medio del patio, un aparato gimnástico, un árbol y dos plantones de plátanos que han sido inmediatamente devastados por los chimpancés. A un lado, se encuentran unos cubículos – con ventanas con rejas y sin cristal, y con el suelo liso cubierto de cemento con 4 dormitorios y cada uno es suficiente para varios animales”.

## Primer Periodo: Eugen Teuber
La influencia de Wilhelm Wundt sobre Eugen Teuber y su dominio sobre la psicología del lenguaje quedarían patentes en los primeros estudios de la Casa Amarilla; “Los estudios que realiza Teuber son exhaustivos, pero asistemáticos, del repertorio de conductas de los chimpancés: vocalizaciones, gestos, juego social, juego con objetos, exhibiciones emocionales, coprofagia, uso de piedras, etc. Y dedica especial atención a las conductas inteligentes, como la imitación o la capacidad de usar instrumentos, mostrada por algunos animales” En la carpa instalada dentro de los terrenos conocidos como "huerta de los machangos" se desarrollarían la mayoría de actividades de la Estación. Un pequeño laboratorio, integrado por un cronómetro, un tocadiscos, una cámara de fotografía, un cinematógrafo y un fonógrafo de Edison es incluido para fotografiar, filmar y registrar las distintas actividades. Con ellos Teuber grabaría los sonidos de los animales y fotografiaría sus expresiones y sus gestos. Asimismo, a Teuber se le pregunta por la posible grabación de melodías folklóricas en las Islas Canarias y en otras partes, pues el ayudante de Stumpf, Erich von Hornbostel, se dedica a confeccionar el Staaliche Phonogramm-Archive (Archivo Fonogramático del Estado). Max Rothmann, por su parte, visitaría de nuevo Tenerife entre el 23 de agosto y el 2 de septiembre de 1913. Durante su regreso a la isla, Rothmann se mostraría satisfecho con el desarrollo de los animales bajo el control de Teuber y su mujer, sugiriendo a Waldeyer la ampliación de la Estación, además de la creación de una empresa internacional similar a la Estación Zoológica en Nápoles, fundada por Anton Dohrn. Se plantearía además la incorporación de otros grandes simios como gorilas u orangutanes, así como primates no homínidos.
La decisión de Eugen Teuber a lo largo de 1913 de regresar a Alemania para terminar sus estudios y cumplir el servicio militar provocaría finalmente la búsqueda de un nuevo director para la Estación.

## Segundo Periodo: Wolfgang Köhler

Ley de continuidad.

Para la sustitución de Eugen Teuber al frente de la Estación de Antropoides, Carl Stumpf propondría al psicólogo alemán de origen estonio Wolfgang Köhler. Tras estudiar psicología en las universidades de Tubinga, Bonn y Berlín, Wolfgang Köhler, que se doctoraría de la mano de Stumpf en 1909, iniciaría su carrera científica como ayudante de laboratorio en el Instituto de Psicología de Fráncfort. En esta última ciudad desarrollaría junto con Max Wertheimer y Kurt Koffka la serie de experimentos que darían lugar a la Escuela de la Forma o Escuela de la Gestalt, una importante rama de la psicología centrada en la percepción. Su contacto con físicos como Walther Nernst y Max Planck en Berlín, junto con su experiencia pionera en la conformación de la Gestalt en Fráncfort, acabarían revelando una importante influencia en sus ideas posteriores. En los acuerdos para la asunción de la dirección del proyecto, Köhler " ...recibe la promesa de retornar a su posición de privatdozent en Frankfurt del Main". El 23 de diciembre de 1913, Wolfgang Köhler, su mujer Tekla Achenbach (n. 1888) y sus dos hijos arriban a Tenerife.
"El programa de Koehler se orienta a las facultades de percepción, los resultados de inteligencia, expresiones de emoción, sentido del tiempo, el uso de herramientas y no a problemas específicos del lenguaje". A mediados de enero de 1914, Köhler solicita una ampliación de su contrato en la Estación para hacer exámenes comparativos; Waldeyer apoyará posteriormente esta petición y propondrá una ampliación de contrato hasta 1915. Köhler realiza la mayoría de sus experimentos con chimpancés, salvo unos pocos casos en los que, con fines comparativos, realizará sus pruebas con humanos, gallinas y un perro, sin que, en ningún caso se haya producido un adiestramiento deliberado de los animales salvo por requerimientos del propio experimento. Los ejercicios más famosos realizados en la Casa Amarilla consistirían en pruebas de inteligencia planteadas a los simios para la obtención de determinados alimentos; apilación de cajas dispersas, utilización de pértigas, desbloqueo de puertas, acople de cañas, etc. Asimismo, estas pruebas de inteligencia serían registradas en formato fílmico «Wolfgang Köhler: Intelligenzprüfungen an Menschenaffen». Archivado desde el original el 30 de agosto de 2011. Consultado el 22 de agosto de 2011.. Durante su estancia en la Casa Amarilla, Wolfgang Köhler concluiría que “hay casos en los que hasta la más escéptica de las personas tiene que admitir que el chimpancé es capaz de adquirir nuevas conductas, no sólo de sus congéneres, sino también del hombre”. Ciertas observaciones realizadas sobre los chimpancés de la Casa Amarilla revelarían asimismo la capacidad de cooperación, confabulación e incluso crueldad en estos animales.

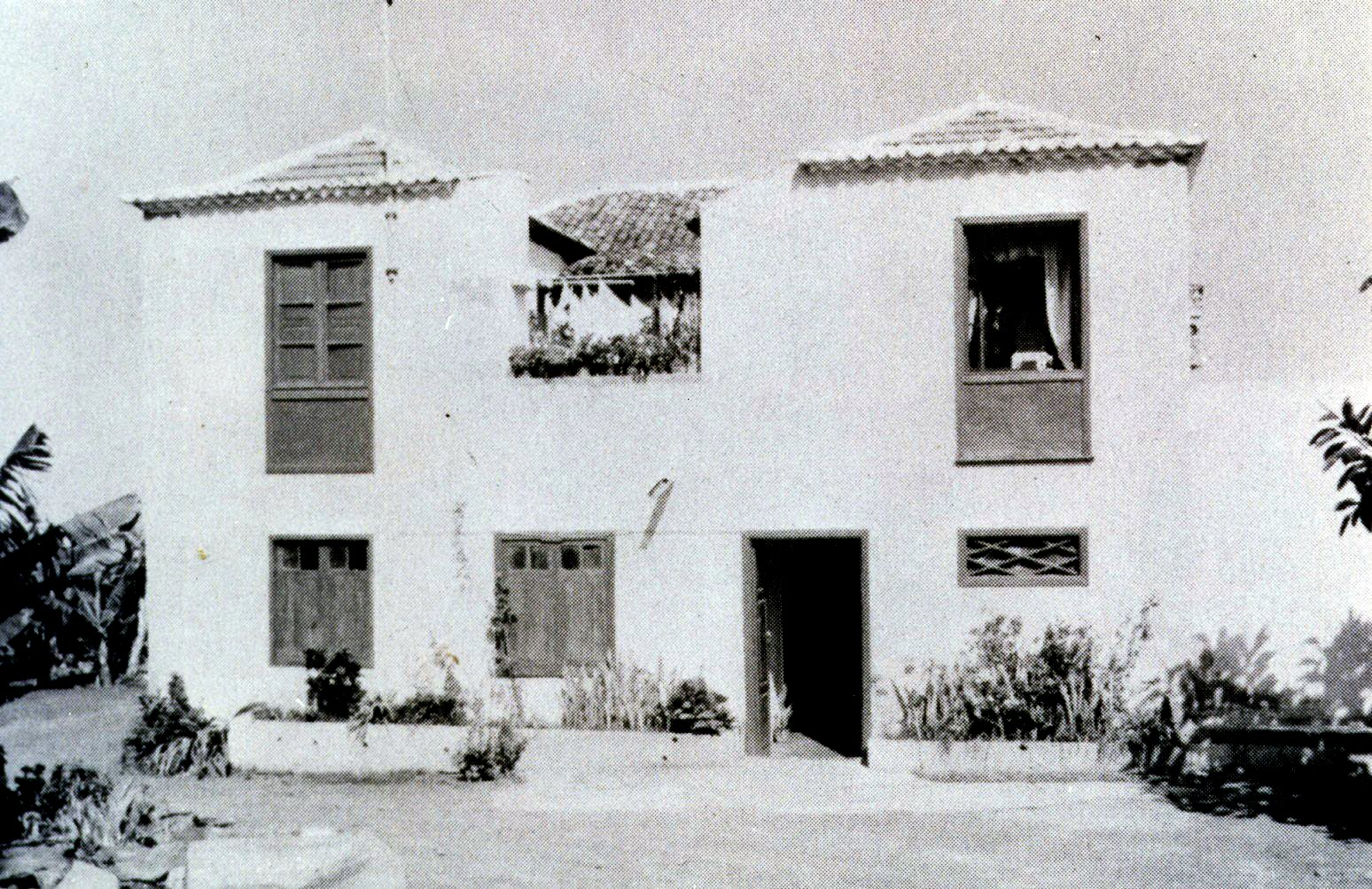
Casa Amarilla, Puerto de la Cruz.

El proyecto original de Rothmann prevería para la Estación de Antropoides la ampliación de los estudios psicológicos mediante la realización de experimentos neurofisiológicos, con especial atención a los fenómenos relacionados con los trastornos afásicos y apráxicos de los humanos, y el problema de la localización de las sensaciones. Además, se pretendería aumentar el número de especies sometidas a estudios con la adquisición de otros monos antropoides como gorilas, gibones y orangutanes, así como otras subespecies de chimpancés y de monos no antropoides, con el fin de realizar estudios comparados de sus capacidades y hábitos. Para compensar la diferencia del espacio vital natural de los animales se plantearía la realización de observaciones en las reservas por parte del gobierno colonial. Esta fórmula sería ya utilizada por Rothmann, Stumpf y otros antropólogos y etnólogos paralelamente a la Estación.

### Primera Guerra Mundial

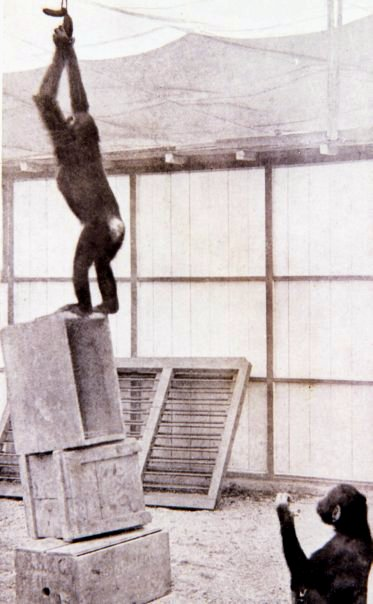
Estación.

El 28 de junio de 1914 se produce el atentado de Sarajevo en el que pierde la vida el Archiduque Francisco Fernando de Austria, heredero al trono del Imperio Austro-Húngaro. Inmediatamente se desata la crisis diplomática de julio entre Serbia y Austria-Hungría, derivando finalmente en la invasión de Serbia el 28 de julio. Alemania invade a su vez Bélgica, Luxemburgo y Francia, siendo atacada por Rusia. El país se involucra de lleno en la Gran Guerra mediante su participación en la Triple Alianza. Del mismo modo, Gran Bretaña se involucra mediante la Triple Entente.
En Canarias, parte del tráfico portuario se colapsa, viéndose los residentes alemanes obligados a permanecer en las islas. Köhler describiría la situación en una carta dirigida a Waldeyer el día 10 de agosto: "En caso de guerra estoy obligado a volver al Reich como un soldado de reserva. De todas formas, no tengo oportunidad de salir de la isla porque los vapores germanos están parados en el puerto neutral y ningún barco español ni italiano están dispuestos a aceptarnos debido al fuego de los británicos o a los hombres de guerra franceses. Por tanto, ninguno de los 60 hombres obligados a dar información para el servicio militar han sido capaces de irse, y desde un espacio tan extenso de mar la llegada de la guerra no podía esperarse, tendré que quedarme aquí". La reclusión forzosa de Köhler y su familia en Tenerife contraviene el plan de la Academia de alternar distintos directores en periodos regulares. Köhler se convertirá desde entonces en director permanente y último de la Estación de Antropoides.
El 1 de agosto de 1914, una expedición científica financiada por el Instituto de Física de la Academia de Dresde y la Universidad de Leipzig alcanza Tenerife. Su objetivo es el de realizar mediciones meteorológicas, medidas eléctricas aéreas y análisis espectral y fotométrico en el pico del Teide. El Director de esta campaña, el profesor de física Harry Dember, participaría junto a Köhler en algunos de los experimentos de la Estación de Antropoides. Sin embargo, las actividades de Dember y sus compañeros y su asentamiento en las Cañadas del Teide quedarían finalmente prohibidos por el gobierno español, sin perspectiva de reanudación, como medida de prevención ante posibles acciones militares o de espionaje.
El 31 de julio de 1915 nace en la Casa Amarilla el tercer hijo de Wolfgang Köhler, Peter Köhler Achenbach.

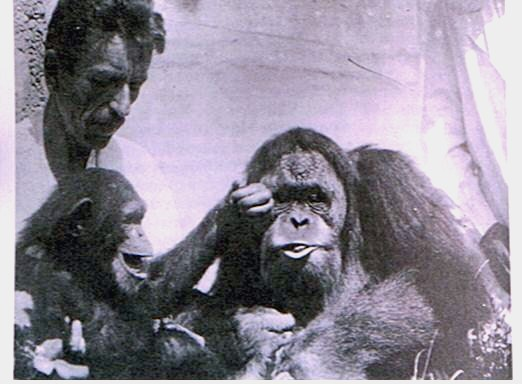
Manuel González y García.

En junio de 1916, llegan a Tenerife dos orangutanes de ambos sexos como donación del gobierno español a la estación desde una colonia holandesa del sur de Sumatra. El pequeño orangután macho moriría el 11 de septiembre del mismo año. Durante este tiempo aparecería la monografía del psicólogo y etólogo norteamericano Robert Yerkes A Mental Life of Monkeys and Apes: A Study of Ideational Behaviour, en el que se describen sus estudios con el orangután Julius. Yerkes mantendría una importante relación de colaboración con Rothmann, Teuber y Köhler durante algún tiempo, además de una continuada correspondencia con este último. Un acuerdo para que Yerkes viajara a Tenerife como investigador fue incluso planteado, viéndose finalmente interrumpido por la guerra. Sin embargo, en su publicación de 1916, Yerkes calificaría la estación como modesta y poco efectiva, en comparación al sistema que por entonces desarrollaba en Estados Unidos.

### La Finca "El Ciprés"

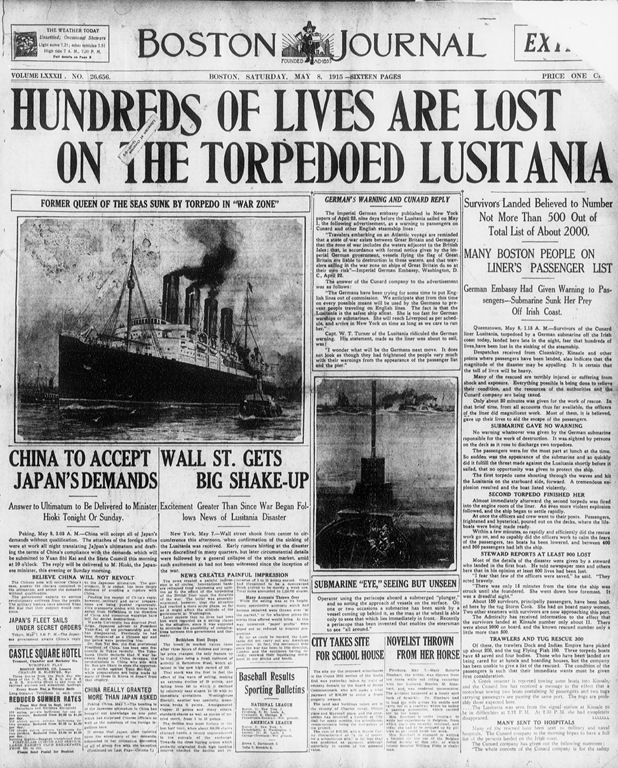
RMS Lusitania.

En febrero de 1917, Alemania comunica oficialmente el listado de zonas sometidas a bloqueo, incluyendo Canarias, con lo que se inicia el verdadero colapso del tráfico portuario y comercial de las islas. Las detenciones y hundimientos de buques aliados e incluso españoles en el archipiélago se convierten entonces en hechos muy habituales. El cónsul británico en Tenerife, auspiciado por el vicecónsul en el Puerto de la Cruz, presenta una protesta formal a las autoridades españolas donde acusa a Köhler de suministrar alimentos a los submarinos alemanes. Ello provoca una actitud de desconfiada y recelo sobre la familia Köhler. Los rumores se expanden, «y la gente murmura que Köhler se encuentra aquí por asuntos de espionaje y que la actividad científica se utiliza como tapadera»."

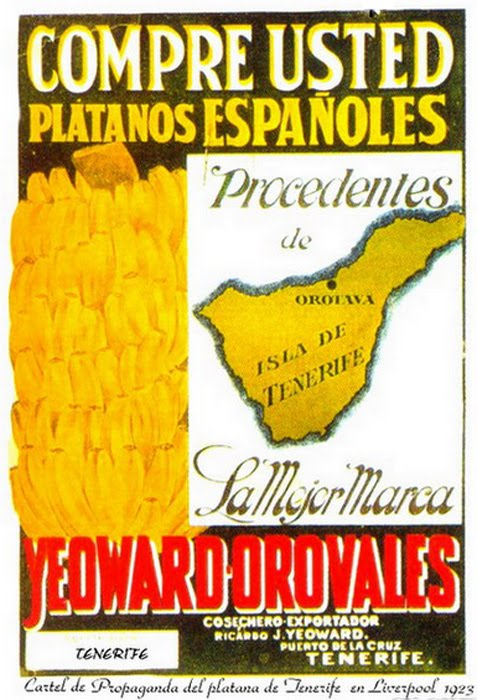

En el marco del conflicto bélico internacional y las tensiones internas de la región, Melchor Luz y Lima, alcalde del Puerto de la Cruz y propietario de la Casa Amarilla, vendería la finca rústica conocida como "Tierras de La Costa" y sus inmuebles al británico José Ricardo Yeoward, propietario de la compañía platanera Yeoward Brothers de Liverpool. La venta se formaliza el 16 de agosto de 1918. La venta de las “Tierras de La Costa” conllevaría la pérdida de la parte arrendada por la Academia Prusiana de Ciencias a Melchor Luz y Lima. Köhler intentaría, sin éxito, ponerse de acuerdo con el nuevo propietario para continuar en la vivienda, recurriendo posteriormente a la vía judicial frente a su antiguo arrendador con idéntico resultado.
Ante los sucesos acontecidos, Köhler determinará cambiar la Estación de Antropoides de lugar, a no más de una milla del antiguo emplazamiento. Este lugar sería la finca “El Ciprés” o “finca de los machangos” en La Orotava; la finca posee una casa con jardines y va a dar al antiguo camino público y complejo de haciendas histórico de El Durazno, que conecta La Orotava con el Puerto de la Cruz. Köhler arrendaría la casa y el terreno para los antropoides hasta el 1 de diciembre de 1920; sin embargo, hasta diciembre de 1918 no se completa la construcción de la nueva estación, retrasándose la investigación con los animales. Después de esta crisis, Köhler describiría “El Ciprés” como apropiada y espaciosa, con una altitud de 190 metros sobre el nivel del mar. La altitud favorece la salud y actividad de los animales. El muro que rodea el terreno les aparta de molestias y ruidos. Además, la nueva casa tiene luz propia, sitio para huéspedes y posibilidad para ampliar la Estación.

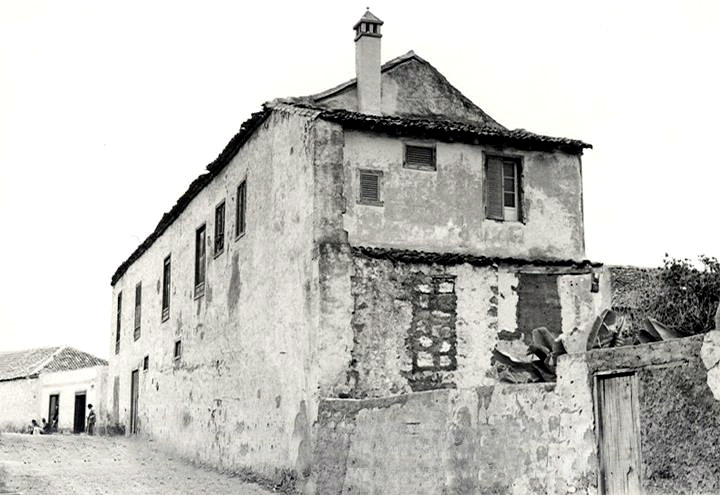
Hacienda del, Camino del Ciprés.

En la casa de la finca “El Ciprés” nacería el 30 de agosto de 1918 el cuarto hijo de Wolfgang Köhler, Martín Köhler Aschenbach.
El Camino del Ciprés ostenta hoy la condición de Bien de Interés Cultural con categoría de Sitio Histórico por el Gobierno de Canarias, justificándose su delimitación "por el extraordinario valor etnográfico, histórico y como obra de ingeniería viaria tradicional" Asimismo, "En este lugar, el investigador alemán escribiría buena parte su obra, prosiguiendo las investigaciones sobre los chimpancés hasta que abandona la isla en mayo de 1920. Con anterioridad figuraba como un establecimiento hotelero, que en 1905 pertenecía a Adolph Stiehle."

## Fin de la Estación
A finales de 1919 se agravaría la situación económica de la Estación, como resultado del estado de la economía alemana. Después de una carta de Köhler a Waldeyer del 3 de noviembre de 1919, este último le enviaría 30.000 marcos del capital de la Fundación, dinero que solo da para pagar el arrendamiento. El 6 de noviembre de 1919, Köhler propone al Consejo de administración la petición del neuroanatomista, antropólogo y director del Instituto Central para exámenes cerebrales en Ámsterdam, el profesor Dr. Ariens Kappers . El 18 de diciembre de 1919, el Consejo de administración le comunica a Köhler la intención de cerrar la Estación lo más pronto posible. A partir de ese mismo día, se establecería una correspondencia continuada con Kappers, además de contactos con el profesor de fisiología de La Universidad Libre de Ámsterdam, Frederik Johannes Buytendijk. En multitud de ocasiones previas al cierre de la Estación se barajaría la continuidad de la misma mediante la gestión de Holanda. El 8 de julio de 1920, el Consejo de administración de la Academia Prusiana de Ciencias clausura formalmente la Estación de Antropoides de Tenerife.

### Traslado de los chimpancés a Berlín

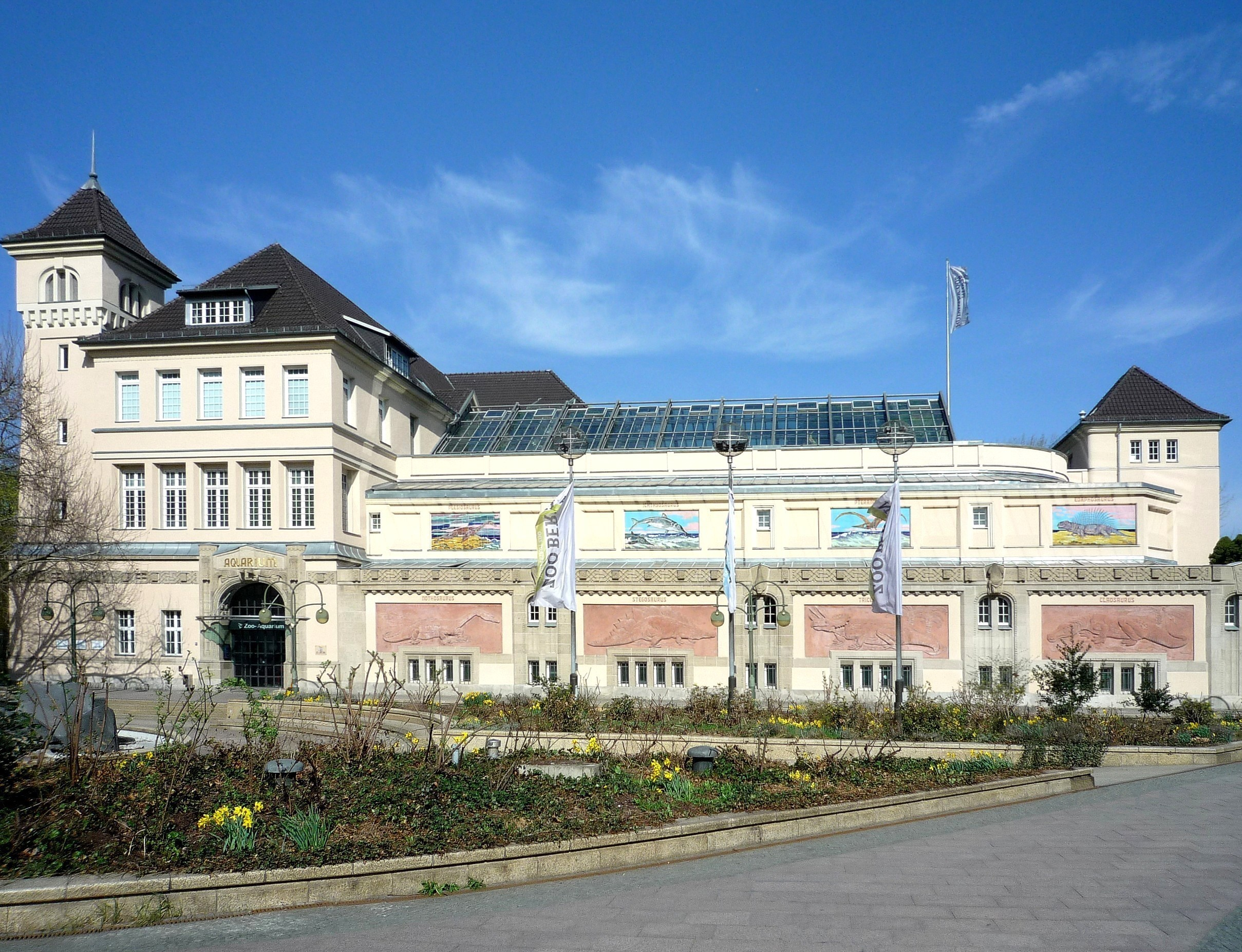
Zoo Berlín Aquarium.

El 8 de abril de 1920 se le comunica telegráficamente a Köhler que debe volver a principios de mayo a Berlín para consultas. El 8 de julio participa en una reunión del Consejo administrativo de la Academia, en la cual se decide cerrar la Estación de Tenerife y traer a los seis animales a Alemania. Se resuelve disponer su traslado de acuerdo a los límites de gastos de transporte y el mantenimiento del derecho a investigación. Köhler se encarga de negociar con los directores de los centros zoológicos Vossler, del centro de Hamburgo, y Heck, de Berlín, así como de examinar las posibilidades de alojamiento de los animales. Simultáneamente, Köhler es contratado para el curso 20-21 como profesor de psicología experimental y filosofía por la Universidad de Göttingen.
W. Köhler había dejado el control de la Estación al sobrino del hotelero C. H. Trenkel, Otto Trenkel, y el cuidado de los chimpancés al guardián, Manuel Gónzalez. Otto Trenkel liquida la Estación y acompaña a los animales a Berlín; Köhler retomará su custodia en Róterdam. Los chimpancés Tschego, Grande, Sultán, Tercera, Rana y Chica ingresan finalmente en el zoológico de Berlín el 17 de octubre de 1920. La orangután Catalina moriría previamente al viaje. Los chimpancés serán provisionalmente alojados en el Aquarium hasta la finalización de las obras para el recinto. Los libros de la Estación adquiridos por Teuber y Köhler son prestados al Instituto de Psicología, mientras que Köhler preserva el resto del inventario.
A finales de enero de 1921, Tschego fallece tras dar a luz un bebé muerto. El 16 de febrero, Ludwig Heck presenta los animales al consejo de la academia, acompañado por la Sociedad berlinesa de Antropología, Etnología y Protohistoria. Köhler presenta sus informes sobre investigaciones con antropoides. El dirigente de la Sociedad de Berlín es el profesor Hans Virchow, miembro del Consejo de administración y del Instituto de la Universidad de Berlín.

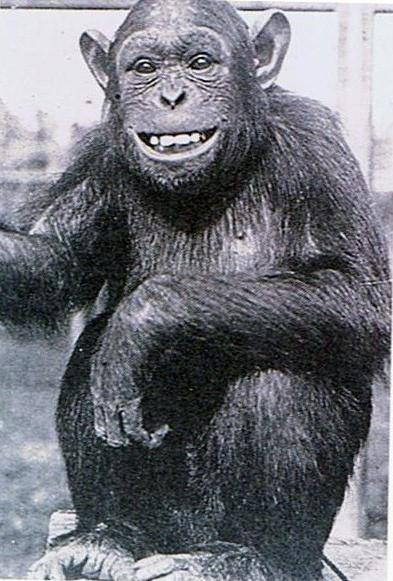
Rana.

El 1 de abril, el guardián August Liebetrev atestigua en el zoo de Berlín el primer caso de nacimiento de un chimpancé registrado en Europa. La madre es Rana, "la Traviesa". Johannes v Allesch describe el desarrollo de la cría en su "Informe sobre los tres primeros meses de vida de un chimpancé". Köhler realizará más experimentos con los chimpancés los días 8 y 9 de julio con la ayuda del guardián Liebetrev. También, Eugen Teuber visita y observa junto a su hijo Hans-Lukas con frecuencia a los animales. Sin embargo, a pesar del cuidado intensivo de v. Allesch y el biólogo Carl Erich Correns, los chimpancés hembras enferman y mueren rápidamente. Rana fallece en otoño, Tercera, - embarazada en el séptimo mes -, muere en diciembre de 1921.
A principios de 1923, solo permanecen con vida el macho Sultán y la cría nacida en Berlín. El último de los chimpancés de la Estación, Sultán, fallecería ese mismo año. En una conferencia pronunciada para la Sociedad Antropológica de Berlín, Köhler hará al mismo tiempo la necrología de Waldeyer, recientemente fallecido, y del más viejo de los chimpancés.

### "The Mentality of Apes"

#### Los Informes de la Estación
En 1915, se publica en las memorias de la Academia Prusiana de Ciencias dos informes relacionados con el estudio de los chimpancés, agrupados bajo el nombre genérico de Aus dem Anthropoidenstation auf Teneriffa. La autoría del primer informe Ziele und Aufgabe der Station sowie erste Beobachtungen an der auf ihr gehaltenen Schimpansen, corresponderá a Teuber y Rothmann, quien fallece el mismo año. El segundo informe, Optische untersuchugen am Schimpansen und am Haushuhn, de Köhler, se centrarán en la constancia del tamaño o la percepción binocular de la profundidad en los chimpancés.
El tercer informe, Intelligenzprüfungen an Anthropoiden ("Pruebas de Inteligencia aplicadas a Antropoides"), confeccionado por Köhler, es presentado y leído por Stumpf en sesión de la Academia el 30 de noviembre de 1916. Una nueva edición de los trabajos de Köhler ("De la Estación de Antropoides de Tenerife") será publicada en las memorias de la Academia en mayo de 1917.
En el cuarto informe, Nachweis einfacher Strukturfunktionen beim Schimpansen und beim Haushuhn, editado en 1918, Köhler analiza el desarrollo de funciones estructurales sencillas respecto al comportamiento percetivo en animales.

#### Informes y reediciones en Berlín
El quinto informe, Zur Psychologie des Schimpansen, de Köhler, es presentado por Carl Stumpf el 9 de junio de 1921. Su contenido es idéntico al presentado por el propio Köhler ante la Sociedad de Antropología, Etnología y Protohistoria de Berlín.
El mismo año es publicada una segunda edición del tercer informe de la Estación con el título Intelligenzprüfungen an Menschenaffen, con algunas modificaciones menores y la adición de algunas notas.

#### Publicación
En los años 1924 y 1925, se publican conjuntamente los informes tercero y quinto de la Estación de Antropoides bajo el título The Mentality of Apes, en ediciones para Inglaterra y los Estados Unidos. El quinto informe, "Sobre la Psicología del Chimpancé", es la versión más ampliamente citada y difundida.

#### Otras redacciones de Tenerife
Escrita durante el ejercicio como director de la Estación, Köhler publica en 1920 la obra Die physischen Gestalten in Ruhe und im Stationären Zustand, ("Las formas físicas en reposo y en estado estacionario·), dedicada a Stumpf. En ella se exponen sus ideas acerca del paralelismo entre las Gestalten físicas y las psicológicas, y la necesidad de buscar modelos de los procesos psicológicos en los aspectos más importantes de la física, tales como la teoría de los campos.
Esta obra, junto con su Intelligenzprüfungen an Anthropoiden, de 1917, facilitarían el acceso de Köhler a la cátedra de la Universidad de Berlín.

### Wolfgang Köhler tras la Estación de Antropoides
En 1921, W. Köhler obtuvo la cátedra de Filosofía de la Universidad de Berlín, sucediendo al propio Carl Stumpf, y asumiendo consecuentemente la dirección del Instituto de Psicología de la Universidad de Berlín, hasta su abandono en 1935. El mismo año, funda en colaboración con Wertheimer, Koffka, Kurt Goldstein y Hans Gruhle la influyente revista sobre psicología perceptual, Psychologische Forschung.
Entre los años 1925 y 1926, ejerce simultáneamente como profesor visitante en la Universidad de Clark, en Massachusetts.

#### Conferencias en Barcelona y Madrid
En 1927, Köhler fue invitado de la mano de Emili Mira i López a visitar el centro de psicología aplicada de Barcelona, ocasión que serviría de marco para la realización de una serie de conferencias patrocinadas por el Institut d'Orientació Professional sobre sus experiencias como director de la Estación. En Madrid, las conferencias, promovidas por la Sociedad de Cursos y Conferencias, se realizarían en la Residencia de Estudiantes, probablemente gracias a la mediación del filósofo y ensayista, José Ortega y Gasset.

 "Pocas veces una pura investigación psicológica ha provocado una impresión tan honda y fulmintante como el examen de la inteligencia de los chimpancés de Wolfgang Köhler, que comenzó a publicarse en 1917. Hoy ejerce Köhler el mandarinato de psicología que más alto rango posee en el mundo: la dirección del laboratorio berlinés, investida hasta hace pocos años por Stumpf".

### La Estación de Antropoides de Tenerife en la Literatura
Los experimentos y resultados obtenidos por la estación de antropoides han derivado en multitud de referencias dentro de la literatura científica en ramas de diversa índole. Este material ha dado también motivo para diversos trabajos en la literatura convencional:
- La escritora Agatha Christie se inspiraría en la persona de Manuel González y García, encargado del mantenimiento de la estación en el Puerto de la Cruz a la hora de elaborar el personaje del Jardinero Manuel, en el pasaje El hombre del mar, de su novela El enigmático señor Quin. Como el personaje de ficción, Manuel González solía obsequiar a la escritora con un ramo de flores en sus paseos previos al desayuno en el hotel.[33]

- Ortega y Gasset hace referencia en su Prólogo para franceses, destinado a complementar su anterior obra La rebelión de las masas, a las observaciones realizadas por Wolfgang Köhler en Tenerife. La labor científica de psicólogos como Kurk Koffka o el propio Köhler, así como los principales postulados la escuela gestáltica en general, ejercerían una notable influencia en la obra del filósofo. Ortega y Gasset redactaría complementariamente el breve ensayo, La inteligencia de los chimpancés[34] de 1927, inspirado elementalmente en los experimentos realizados por W. Köhler en la Casa Amarilla.

- La Estación de Antropoides de Tenerife, y en especial, la figura del chimpancé Sultán, suponen asimismo un importante motivo temático en el ensayo del escritor sudafricano J. M. Coetzee, The Lives of Animals. En este ensayo, integrado posteriormente en el recopilatorio de ensayos de ficción, Elizabeth Costello, Coetzee realiza, a través del personaje ficticio de Costello, un ejercicio de metaliteratura, al proponer en palabras de Costello el supuesto de que el escritor Franz Kafka se basara en los informes de Köhler a la hora de redactar su propio Informe para una Academia.[35]

- En su novela policiaca de 1990, A Whisper of Espionage: Wolfgang Köhler and the Apes of Tenerife, el escritor Ronald Ley expone, a través de una narrativa rica en historia, política e intriga bélica, sus experiencias personales a lo largo de tres años de investigación, destinados a descubrir la verdad sobre las supuestas actividades como espía de W. Köhler al servicio del ejército alemán.[36]

- El escritor Carl Sagan hace una breve referencia a la Estación de Antropoides de Tenerife en su obra de 1977 Los Dragones del Edén: especulaciones sobre la evolución de la inteligencia humana.[37] En su dedicatoria, destaca la alusión al profesor de psicología, jefe del Departamento de Psicología del MIT y amigo personal del autor, Hans-Lukas Teuber, hijo de Eugen Teuber, primer director de la Estación, quien asesoraría a Sagan en la elaboración de su obra.

Asimismo, el conjunto de investigaciones y obras tempranas de Wolfgang Köhler ejercería una importante influencia en escritores como Maurice Merleau-Ponty, Robert Musil, o Ludwig Wittgenstein, entre otros.

## Actualidad

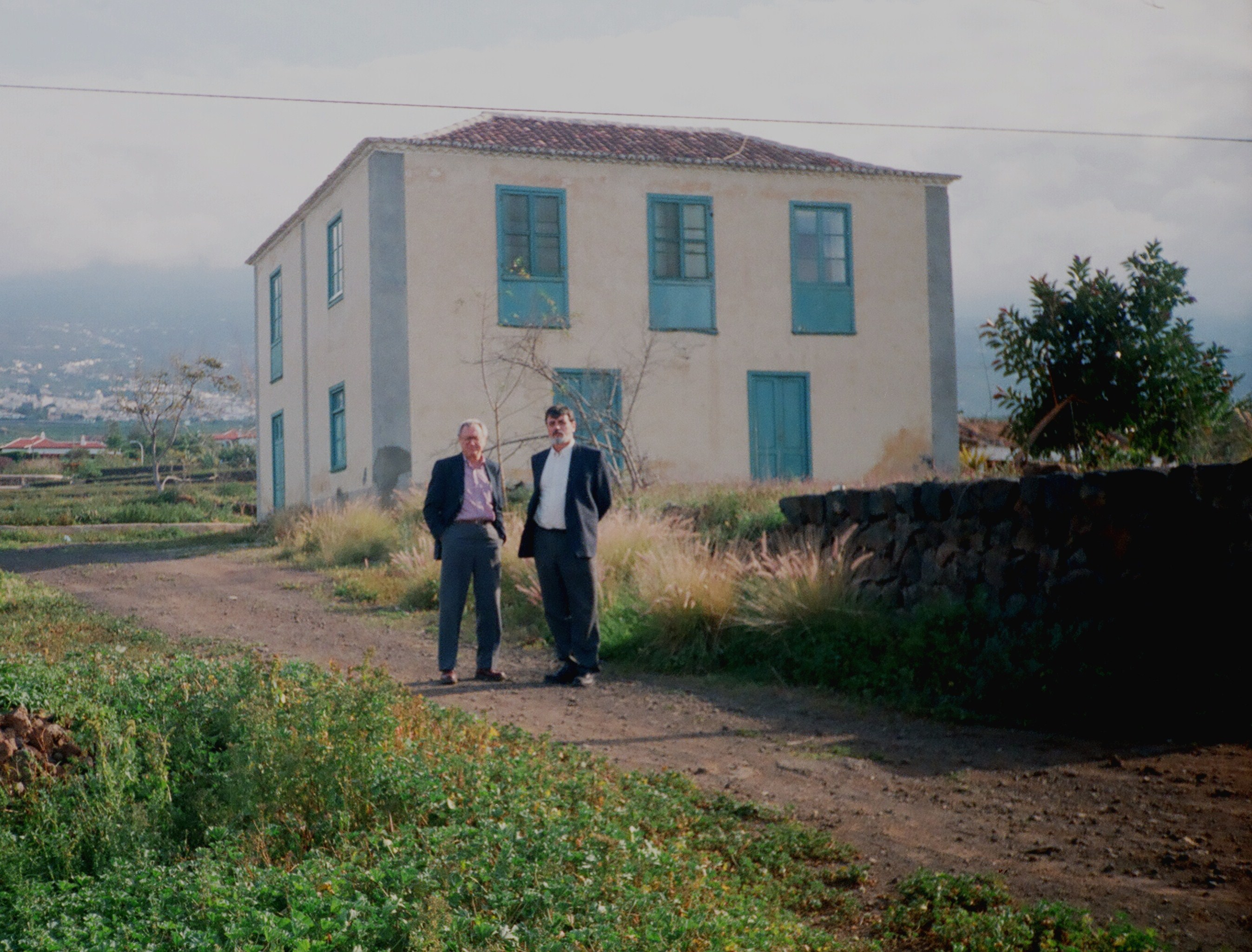
R. Ley y M. Mas frente al inmueble, 1993.

La denominada “Casa Amarilla” se levantó a principios del siglo XX por orden del que fuera Alcalde de Puerto de La Cruz, Melchor Luz y Lima y su nombre se debe al color que se le dio a sus paredes. Hoy la casa conserva su renombrado pasado científico, el color algo desgastado de sus muros y el resto de la edificación no presenta un buen estado.
En mayo de 1994 se produce el derribo de la cubierta y primer forjado, realizándose trabajos de demolición en el interior del inmueble, el cual se ha convertido en una mezcla de todo tipo de enseres abandonados. Mantiene en buen estado las paredes maestras y las ventanas; de la fachada norte quedan en su sitio original los tres ventanales superiores; de la sur también los dos superiores y los tres huecos inferiores, elaborados todos en excelente madera de tea.

## Asociación Wolfgang Köhler
Constituida formalmente en 1995, La Asociación Wolfgang Köhler de Tenerife nacería originalmente con el objetivo de proteger, conservar y restaurar la Casa Amarilla y el emplazamiento de la antigua estación, así como para divulgar diversos aspectos de la Historia o de las Ciencias Sociales. Hasta hoy, la Asociación Wolfgang Köhler ha realizado una labor permanente de comunicación con las instituciones locales, insulares y con los distintos estamentos oficiales tanto a nivel nacional como internacional.

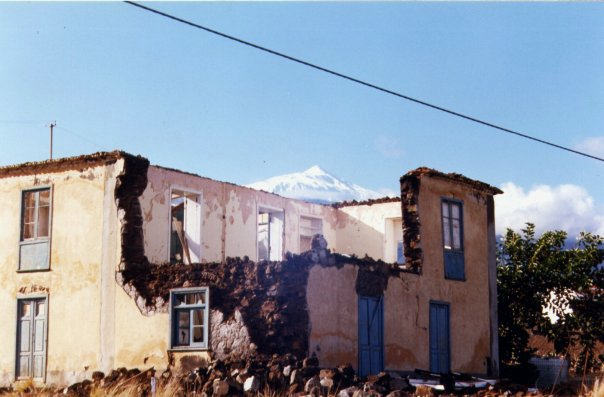
Casa Amarilla y el Teide.

Previamente, en 1992, los integrantes de la futura asociación presentarían una petición de protección y conservación del inmueble a la Consejería de Cultura del Gobierno de Canarias y al Ayuntamiento del Puerto de la Cruz. El 24 de noviembre de 1992, la Comisión Permanente de Patrimonio Histórico insta al Cabildo de Tenerife para que inicie los trámites de incoación de expediente de declaración de La Casa Amarilla como Bien de Interés Cultural.
Asimismo, el 17 de octubre de 1997, la Asociación Wolfgang Köhler presenta ante el Ayto. del Puerto de la Cruz una petición formal de "cubrimiento o protección con algún medio material o técnico sobre lo que queda de La Casa Amarilla, ya que, según el Cabildo, la casa no se restaurará hasta 1994."
El 12 de febrero de 1999, es publicado en el Boletín Oficial de Canarias el Decreto 21/1999 por el que se declara a la Casa Amarilla como Bien de Interés Cultural con categoría de Monumento. El Decreto es posteriormente recurrido y anulado en junio de 2002 por sentencia del Tribunal de Justicia de Canarias, al no reunir los requisitos suficientes para la categoría.
En abril de 2005, la Casa Amarilla es declarada nuevamente Bien de Interés Cultural con categoría de Sitio Histórico por el Decreto 69/2005, condición que mantiene en la actualidad.

## Apoyo institucional y redes sociales

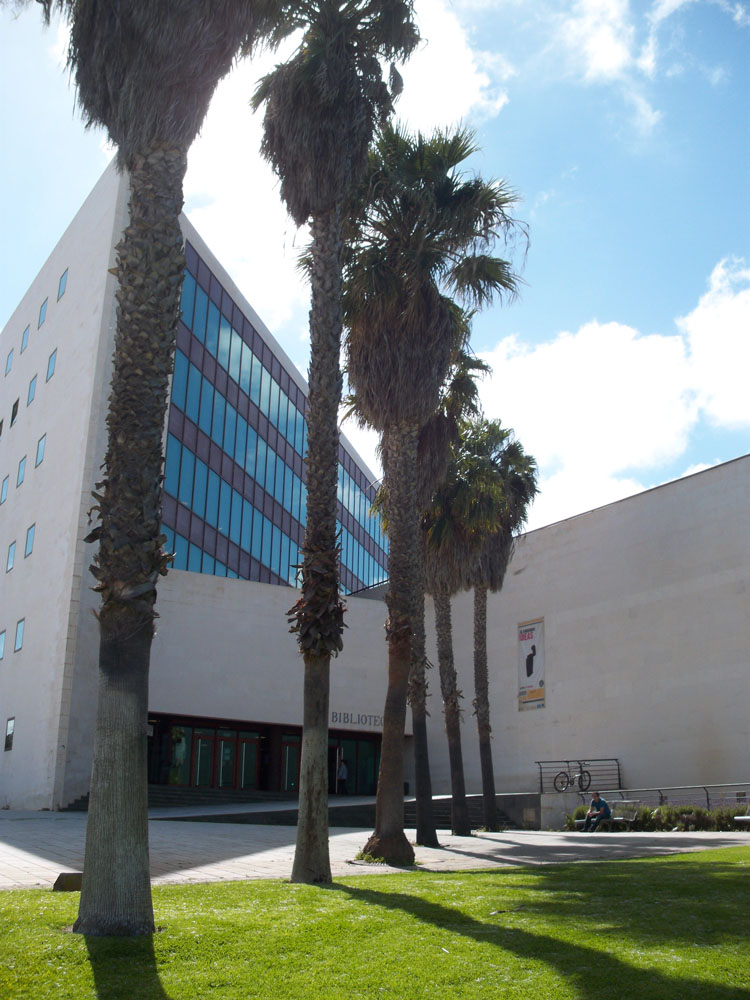
Campus de Guajara.

El 7 de octubre de 1993 la revista Nature publica en su sección de correspondencias la carta del psicólogo americano Robert Glaser, "First anthropoid station at risk", advirtiendo los riesgos que suponen para la casa la previsión de un programa urbanístico en la zona.
En 1994, la Asociación Wolgang Köhler entra en contacto con la primatóloga británica Jane Goodall, quien previamente habría enviado una misiva expresando su punto de vista sobre la posibilidad de que la Casa Amarilla pudiera ser preservada como museo. Dos años más tarde, la etóloga grabaría una solicitud expresa de recuperación del edificio, haciendo llegar la cinta a la Asociación.
El año 2004, el equipo decanal de la Facultad de Psicología de la Universidad de La Laguna organiza la reunión de la Conferencia Nacional de Decanos de España, propiciando la firma de una declaración conjunta de petición para la rehabilitación de la Casa Amarilla. La solicitud, junto con un dossier-propuesta sería posteriormente entregada al Alcalde del Ayto. del Puerto de la Cruz en entrevista personal, alcanzándose un acuerdo con el edil.
En mayo de 2005, el Consejo de Gobierno de la Universidad de La Laguna decide apoyar una petición de la Facultad de Psicología para instar al Ayuntamiento de Puerto de la Cruz a que busque una solución urgente que propicie la recuperación pública de la Casa Amarilla. La iniciativa ha venido siendo asimismo respaldada y reivindicada durante las dos últimas décadas por la Fundación Canaria Orotava de Historia de la Ciencia.

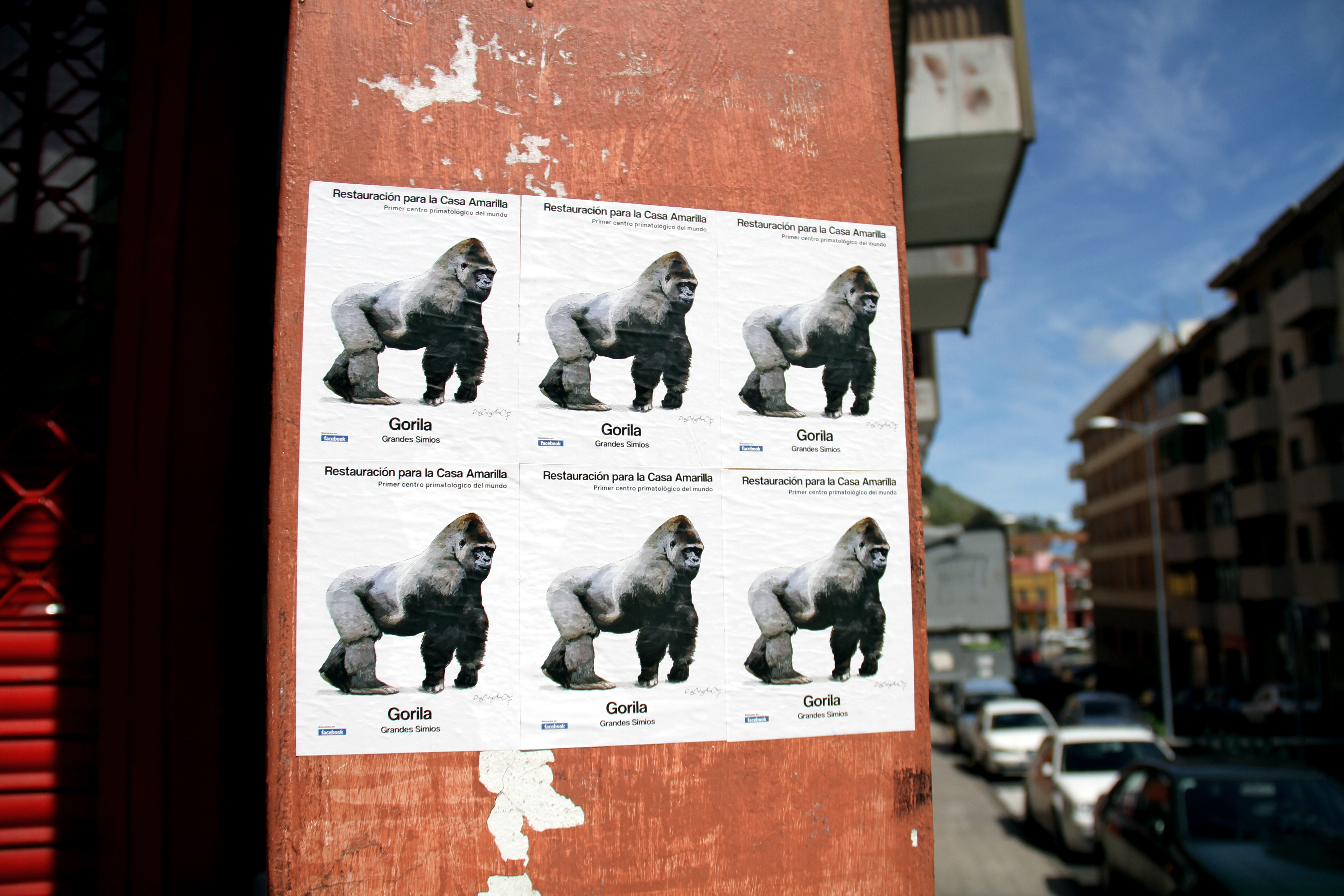
Publicidad.

Paralelamente, en 2010, se constituye una plataforma ciudadana a través de Facebook por la que se solicita la recuperación y reconversión museística de la Casa Amarilla. Las actividades del grupo se complementan con entrevistas, jornadas y exposiciones. El inmueble es al mismo tiempo incluido por primera vez en unas jornadas sobre patrimonio histórico organizadas por una plataforma vecinal del municipio.
El 23 de febrero de 2011, el Tribunal Supremo avala la protección de la Casa Amarilla mediante la figura jurídica de Bien de Interés Cultural con categoría de Sitio Histórico, nuevamente recurrida.

## Conferencia de Jane Goodall en Tenerife

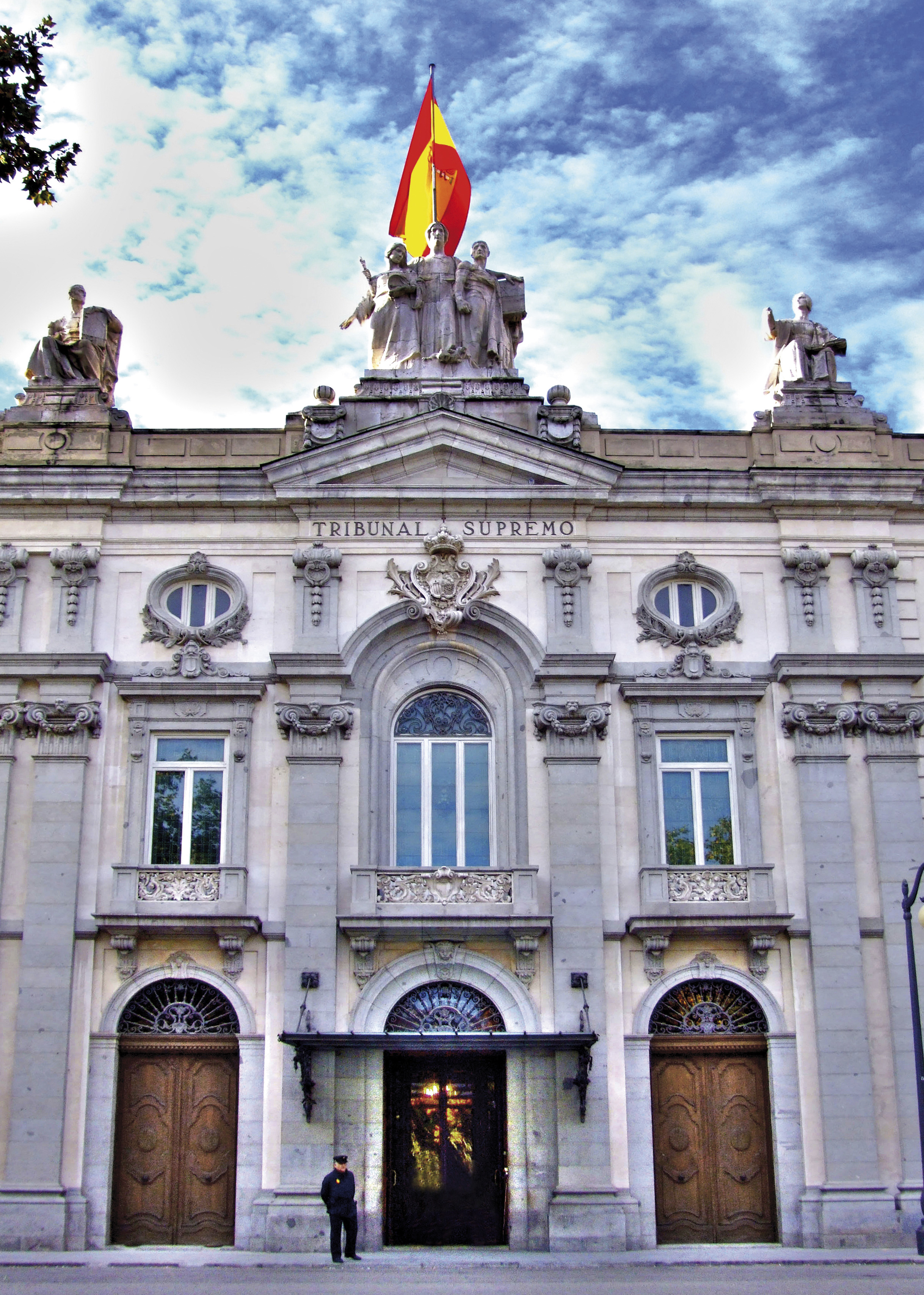

Dos meses después de la sentencia desestimatoria del Tribunal Supremo en favor del inmueble, se celebra en la sede de la Fundación Obra Social Caja Canarias, en Santa Cruz de Tenerife, el foro sobre medioambiente Enciende la Tierra, patrocinado por la propia entidad, cuyo programa incluye en su clausura la participación de la primatóloga Jane Goodall, así como la de los naturalistas Miguel Delibes de Castro, o Wolfredo Wildpret, entre otros. El 26 de abril de 2011, la etóloga llegaría a Tenerife, donde visitaría previamente la Casa Amarilla antes de realizar su conferencia, aprovechando un encuentro con la prensa para solicitar nuevamente la recuperación del edificio. En una entrevista previa a su conferencia en la sede de la Fundación, Jane Goodall volvería a exponer su deseo de recuperación y conversión en museo del edificio, haciendo especial hincapié en el potencial y valor histórico del recinto y la influencia de Köhler al iniciar sus estudios de campo en el actual parque nacional de Gombe, en Tanzania.
| "When I first began there was, still is, a book called the Mentality of Apes, written by a German who studied a colony of captive chimpanzees. I read that like my bible. It was just about the only thing on chimpanzees. To be honest, the things I learned in the wild about chimpanzees using tools, and the way they communicate, and their social intelligence, the way they manipulate each other to get their own way – that never really surprised me. But it did surprise the scientific community. In fact it was quite a hard job to get them to believe some of the things that I had seen. So I think what has happened over the 50 years is that gradually the examples from Gombe and other studies have helped to convince the scientific world that these chimpanzees are so like us." |

### Repercusión
En noviembre de 2013, en el marco de las jornadas de conmemoración a los 100 años de la fundación de la Estación de Antropoides, organizadas desde la Facultad de Psicología de la ULL y el Museo de las Ciencias y el Cosmos de Tenerife, el director del Centro de Primatología Wolfgang Köhler Archivado el 14 de julio de 2014 en Wayback Machine. del Instituto Max Planck en el zoo de Leipzig, Josep Call, pondría de manifiesto la importancia histórica del inmueble así como su apoyo a las diferentes iniciativas para su recuperación.
Previamente, la Fundación de Mecenazgo de la Universidad de La Laguna habría propuesto la habilitación de la localidad para el desarrollo de un campus de neurociencias y medio ambiente, un proyecto para el que se prevería la instalación de centros de investigación del cerebro e institutos de primatología, neuroingeniería y biología, y antropología evolutiva. Paralelamente, la Universidad de La Laguna, a través de la Facultad de Psicología, plantearía la reconstrucción y puesta en funcionamiento del edificio en el marco del plan de diseño para el Campus Atlántico Tricontinental alcanzado con la Universidad de Las Palmas de Gran Canaria. La competencia para la gestión administrativa y funcional de la Casa Amarilla correspondería al Consorcio Urbanístico para la Rehabilitación Turística del Puerto de la Cruz. Sin embargo, la destitución del gerente del consorcio de rehabilitación turística tras la declaración de nulidad de la convocatoria del puesto en febrero de 2014, ratificada por el Tribunal Superior de Justicia de Canarias, conllevaría la afectación con respecto a los trámites de recuperación del sitio histórico; hasta entonces, un proyecto a corto plazo de obras de mantenimiento para el edificio habría sido programado. En febrero de 2015, el edil de Urbanismo del Ayuntamiento de Puerto de la Cruz reconocería la posibilidad de exclusión del inmueble del Plan de Modernización del municipio «por falta de seguridad jurídica, y por el riesgo de que los propietarios denuncien y bloqueen un plan que es fundamental para la ciudad».

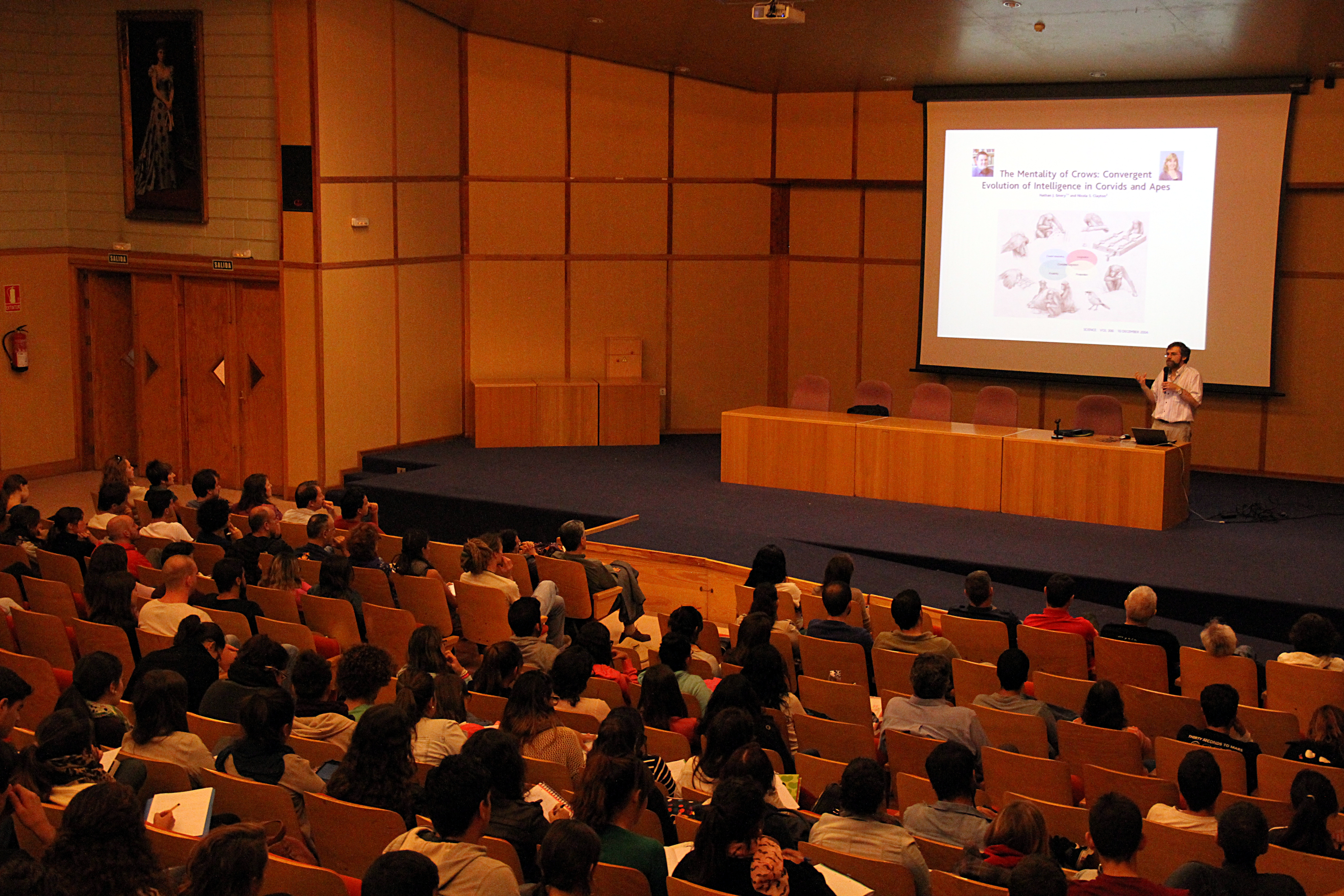
Conferencia del Dr. Josep Call en el Aula Magna de Guajara, ULL

### Libros
- Hernández Castilla, J.M., La Fundación del Primer Centro de Investigaciones Primatológicas del Mundo: Wolfgang Köhler y la Casa Amarilla (Bubok).
- Mas, M. y Hernández, J., Los monos de Tenerife. El primer laboratorio primatológico. (Ediciones Idea, Tenerife, España) 2007, p. 172. ISBN 8496570223.
- Oliver Frade, J.M., y Relancio Menéndez, A. El descubrimiento científico de las Islas Canarias (Fundación Canaria Orotava) 2007, p. 297. ISBN 84-611-9238-9.

### Artículos
- Álvarez, C. J. (2014). 100 años del nacimiento de la Psicología Comparada en Tenerife (I): w. Köhler y la Casa Amarilla. Ciencia Cognitiva, 8:2, 43-45.
- Álvarez, C. J., y Hernández Castilla, M. (2014). 100 años del nacimiento de la Psicología Comparada en Tenerife (II): Desde el cierre de la estación a nuestros días. Ciencia Cognitiva, 8:2, 46-48.